# Silvia Buabent Vallejo
Silvia Buabent Vallejo (Madrid, 10 de juny de 1973) és una política socialista espanyola i activista feminista experta en violència de gènere i polítiques d'igualtat. Des del 30 de juny de 2018 és la Directora de l'Institut de la Dona i per a la Igualtat d'Oportunitats. De 2011 a 2018 va ser regidora d'Igualtat de l'Ajuntament de Fuenlabrada. Des d'octubre de 2017 forma part de l'executiva del PSOE-Madrid com a Secretària Àrea de Moviments Socials i Diversitat PSOE-M.